# Растворцев, Алексей Петрович

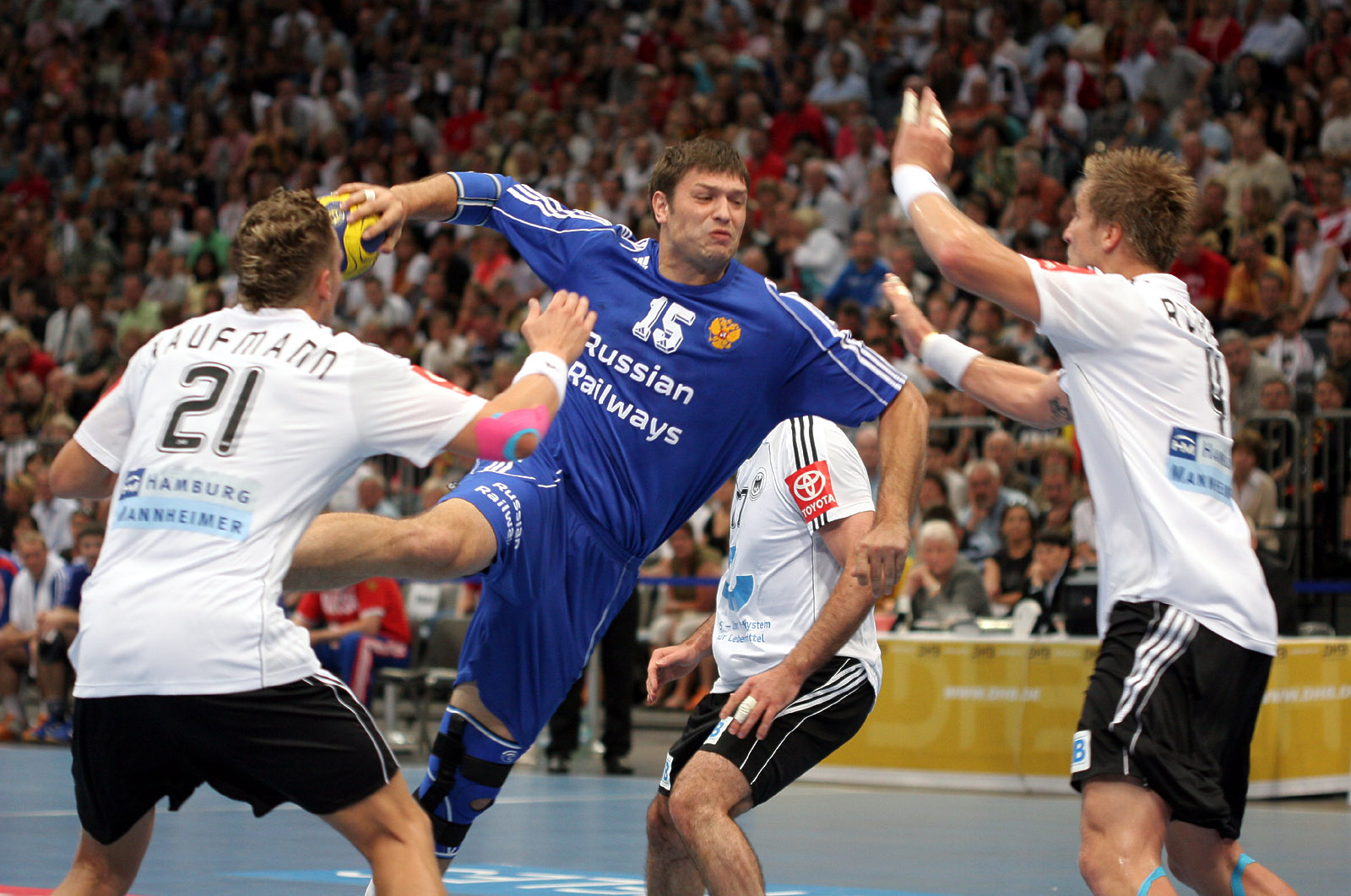
Алексей Растворцев забивает мяч в ворота соперника. 2008 год

Алексе́й Петро́вич Раство́рцев (род. 8 августа 1978 года в Белгороде, РСФСР, СССР) — российский гандболист. Заслуженный мастер спорта России (2004).

## Биография
Выступал за гандбольные клубы «Нева» (Санкт-Петербург), «Энергия» (Воронеж), «Чеховские медведи» (Московская область), в составе последнего стал чемпионом России. Впоследствии играл за македонский клуб «Вардар» и сербскую «Войводину».
Игрок сборной России по гандболу. На чемпионате мира 2003 года стал лучшим бомбардиром команды. В составе сборной стал бронзовым призёром Олимпийских игр 2004 года.

## Достижения
- Чемпион России 2004—2010 годов
- Обладатель Кубка Кубков Европы 2006 года
- Обладатель Кубка России 2009 года
- Бронзовый призёр Олимпиады 2004 года в Афинах
- Участник Олимпийских игр 2008 года в Пекине